# Pseudocentroptilum fascicaudale
Pseudocentroptilum fascicaudale is een haft uit de familie Baetidae. De wetenschappelijke naam van de soort is voor het eerst geldig gepubliceerd in 1985 door Sowa.
De soort komt voor in het Palearctisch gebied.